# Filippo De Col
Filipo De Col (né le 28 octobre 1993 à Agordo, en Italie) est un footballeur italien évoluant au poste de défenseur au LR Vicence.

## Biographie
Filipo De Col joue en équipe d'Italie des moins de 20 ans, puis évolue avec les espoirs.
Il dispute plus de 100 matchs en Serie B.